# Bandera de Aranjuez

Bandera de Aranjuez con el logotipo de 2006.

La bandera de Aranjuez (Comunidad de Madrid), aprobada en 1998, tiene unas proporciones 2:3 (ancho:largo). Es de color azul, en referencia a la Monarquía Borbónica, con el Escudo de Aranjuez en su centro, que tiene una altura de 2/5 de la anchura de la bandera. En 2006, el escudo fue modificado en un nuevo manual de identidad corporativa publicado por el Ayuntamiento, por lo que existe una versión de la bandera con el nuevo anagrama, a pesar de no haberse legislado cambio alguno en la bandera ni en el escudo.

## Enlaces
- Página oficial de la simbología de Aranjuez.

- Datos: Q5718434